# August Riedel

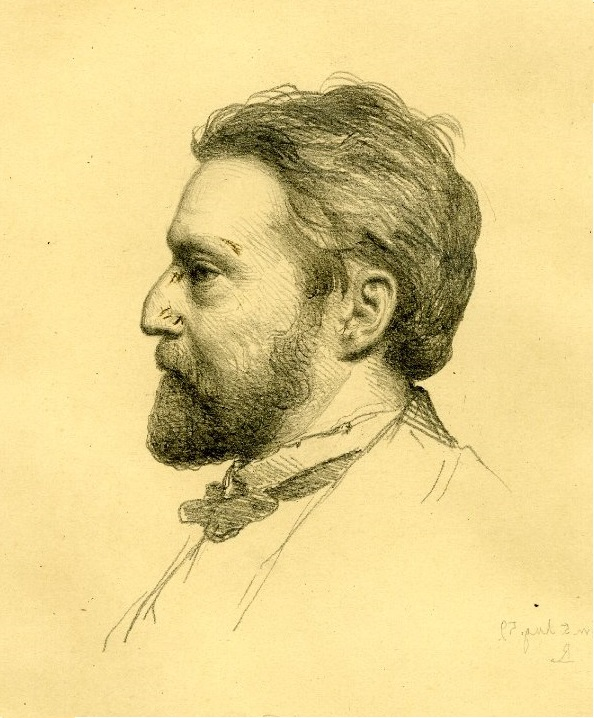
August Riedel, door Rudolf Lehmann, 1859

Johann Friedrich Ludwig Heinrich 'August' Riedel (Bayreuth, 25 december 1799 - Rome, 6 augustus 1883) was een Duits kunstschilder. Hij werkte een groot deel van zijn leven in Italië.

## Leven en werk
Riedel was de zoon van architect Karl Christian Riedel en kreeg zijn opleiding aan de Kunstacademie van München, bij Robert von Langer, en later in Dresden, waar hij oude meesters bestudeerde. Hij werd al vroeg geprezen om het coloristisch talent dat uiteindelijk een groot deel van zijn oeuvre zou kenmerken.
In 1823 maakte Riedel een reis naar Italië, waar hij de Nazareners leerde kennen. In 1828-1829 verbleef hij in Florence en na een korte terugkeer naar München vestigde hij zich in 1832 definitief in Rome, hoewel hij altijd veel bleef reizen en vaak ook in Duitsland verbleef in verband met opdrachten.
Riedel werd vooral bekend door zijn psychologisch sensitieve vrouwenportretten en Italiaanse genrewerken, met veel aandacht voor kleurschakeringen en lichtinval. Zijn bekendste werk is wel Judith uit 1840.
Hoewel Riedel in zijn tijd niet onsuccesvol was, en portretopdrachten kreeg van de Beierse koninklijke familie en leden van de Duitse en Italiaanse adel, zou zijn stijl allengs als conventioneel en gedateerd gaan gelden, en taande zijn roem. Hij werd min of meer 'ingehaald' door de moderne realisten, hoewel hij hen en qua authenticiteit en techniek vaak de meerdere was.
Riedel overleed in 1883, 83 jaar oud, en werd begraven op het Cimitero acattolico in Rome. Zijn werk bevindt zich momenteel in tal van grote Duitse musea, waaronder de Neue Pinakothek in München en de Alte Nationalgalerie in Berlijn.

## Galerij

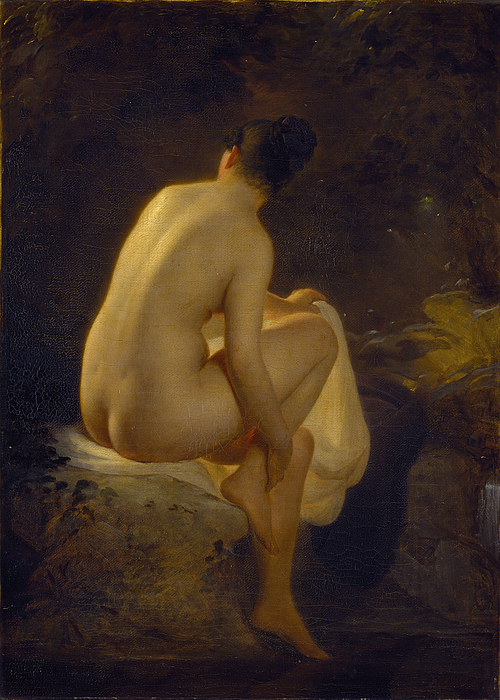
Badend meisje, 1837
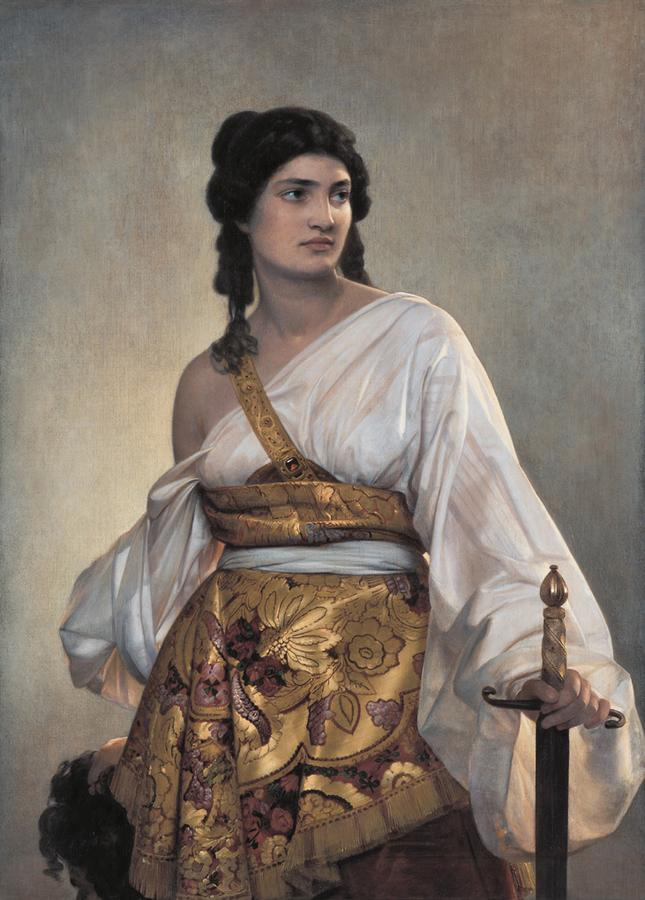
Judith, 1840
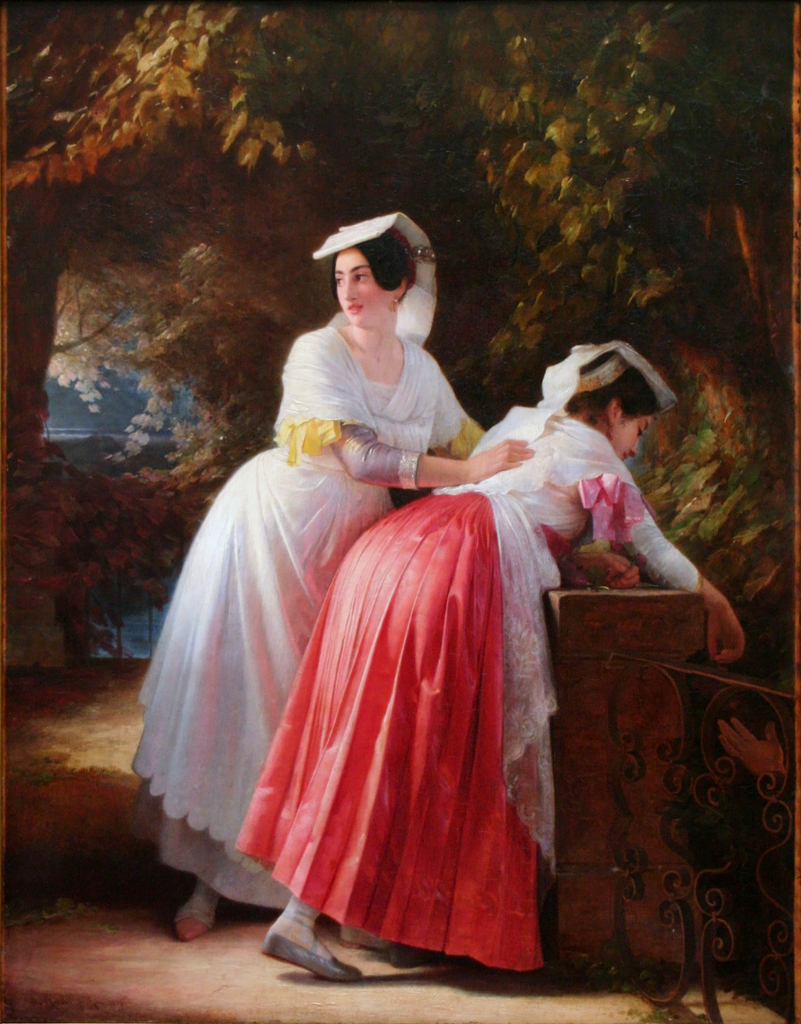
Vrouwen uit Albano, 1842
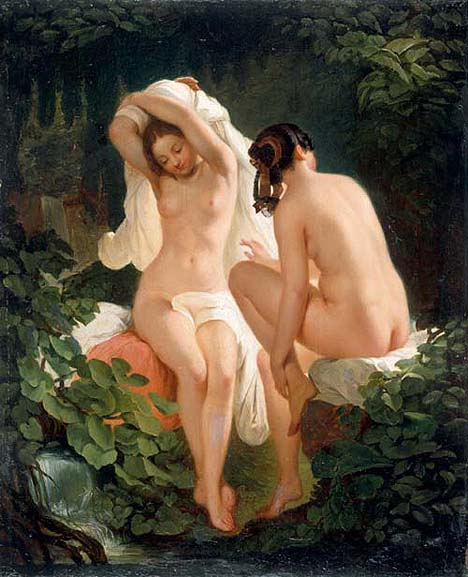
Badende meisjes
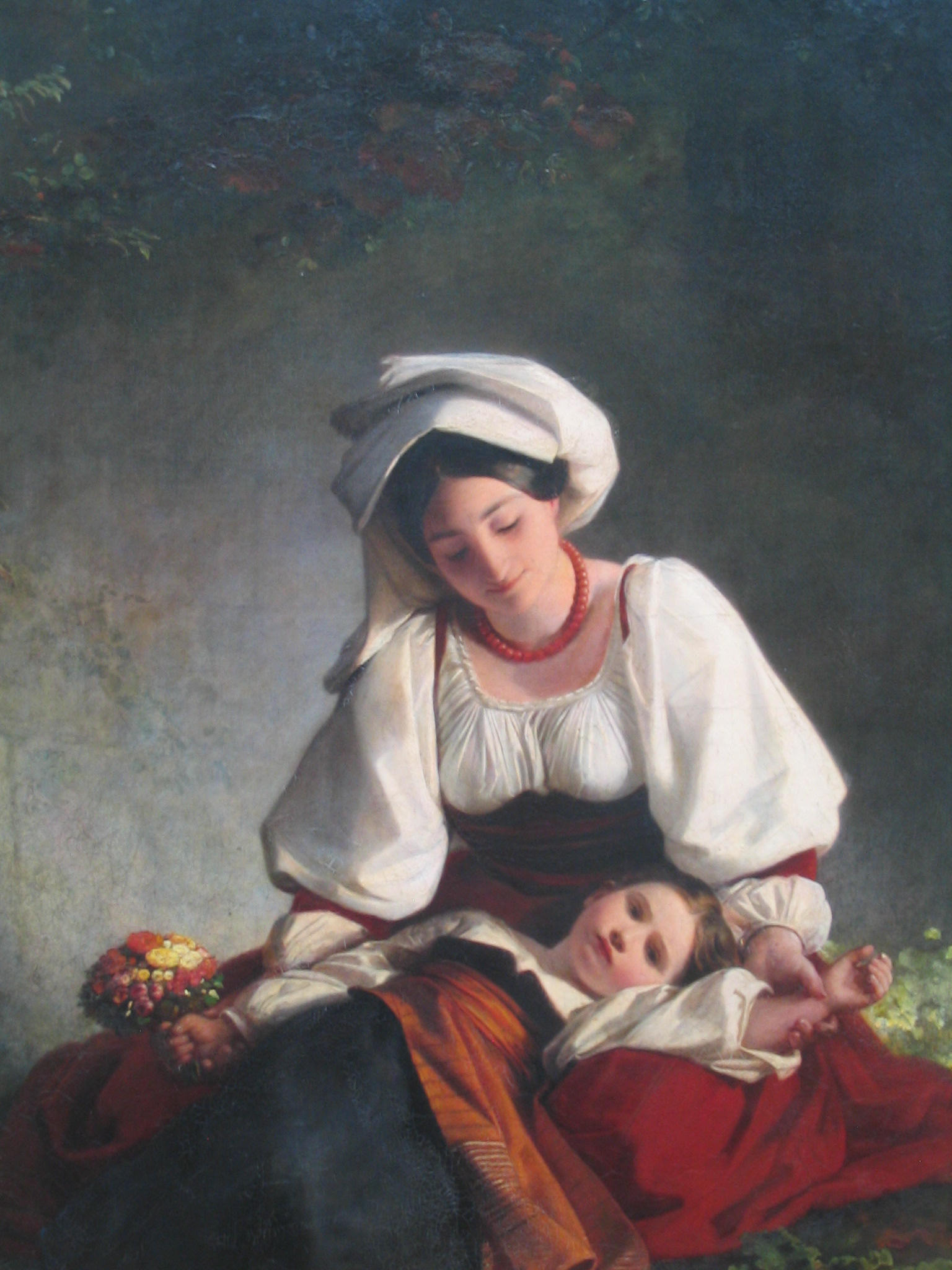
Een moeder uit Alvito, 1848
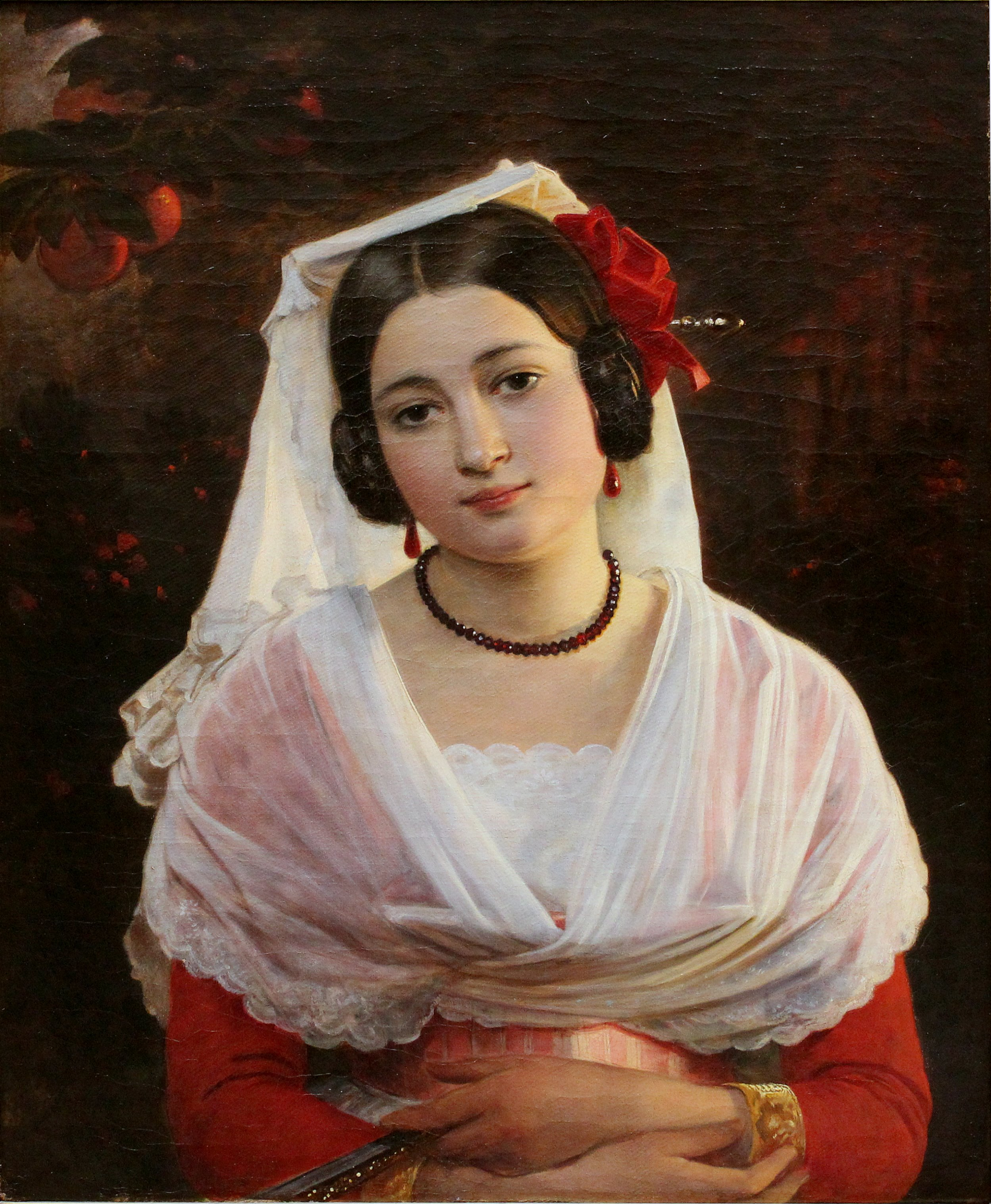
Felice Berardi uit Albano, 1842